# M13 (патронная лента)

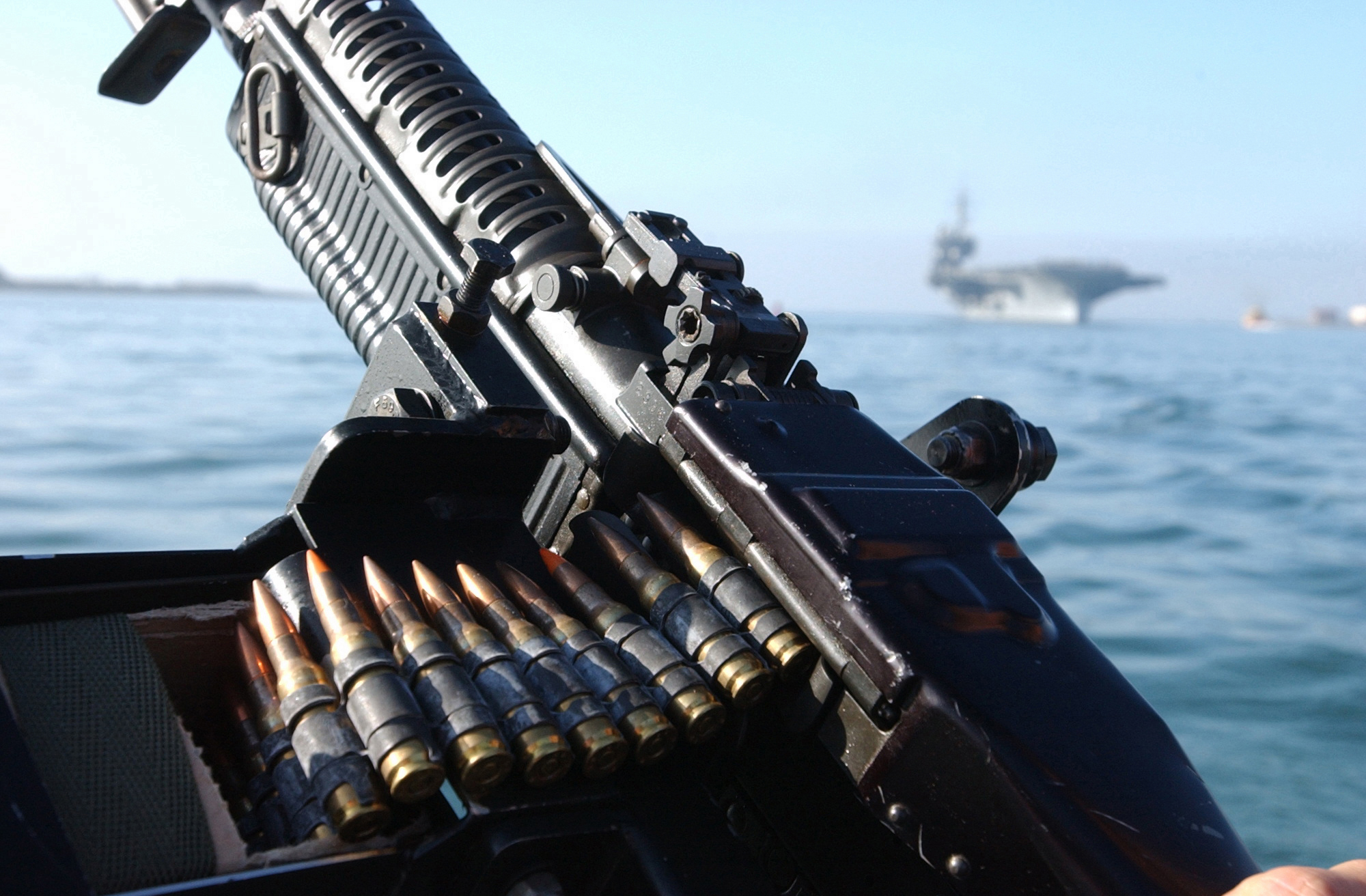
Пулемет M60 на борту патрульного судна Военно-морских сил США. Хорошо просматриваются звенья M13 с левой части пулемета, также заметно, что наконечник каждой пятой пули окрашен оранжевым цветом (трассирующий боеприпас)

M13 (англ. Link, M13) — инвентарное обозначение металлической разъемной (рассыпной) патронной ленты в номенклатуре снаряжения армии США. 

## Описание
Данный тип патронной ленты предназначен для хранения и подачи боеприпасов при стрельбе из всех типов штатного автоматического оружия с ленточным питанием (как правило — для единых пулемётов). Лента была представлена в середине XX века для Вооружённых сил США, затем получила широкое распространение как единый стандарт среди всех стран североатлантического альянса. Изначально проектировалась под калибр 7,62×51 мм НАТО; в дальнейшем, аналогичный вариант для патрона 5,56×45 мм НАТО получил обозначение M27. В западной Германии известна как DM-13.

## Оружие
- M134 Minigun
- М60
- FN MAG
- AA-52
- HK21
- MG3
- и другие.